# Prémio Seiva
O Prémio Seiva é um prémio instituído pela Companhia de Teatro Seiva Trupe, entregue a pessoas que se destaquem no progresso, dignificação e prestígio das Artes, Letras e Ciências da cidade do Porto.
Instituído com um carácter bienal, a sua atribuição não tem seguido essa regularidade.
O galardão do prémio foi concebido pelo escultor José Rodrigues.
Em 2012 realizou-se a 10.ª edição, distinguindo na área das artes o escultor e designer João Machado, na das Ciências, astrofísico e investigador Nuno Santos, e nas Letras, o poeta, tradutor e ensaísta Fernando Guimarães.
Em 2017 realizou-se a 11.ª edição, distinguindo na área das artes o pintor Jorge Pinheiro, na das Ciências, a patologista Fátima Carneiro, e nas Letras, o poeta, ensaísta e cronista Arnaldo Saraiva.

## Galardoados
Na lista de individualidades distinguidas por este prémio podemos encontrar, o arquiteto Álvaro Siza Vieira, professor António Coimbra, pintor Armando Alves, professor doutor Armando de Castro, arquiteto Fernando Lanhas, escultor José Rodrigues, professor Júlio Resende, professor doutor Manuel Teixeira da Silva, professora doutora Maria João Mascarenhas Saraiva, engenheiro Mário Barbosa, professor doutor Nuno Grande e o músico Pedro Burmester.
Entre os distinguidos encontra-se galardoado com um "Prémio Prestígio" o químico e professor universitário Alberto Amaral.

### Artes
| Ano  | Nome                    | Ref.        |
| ---- | ----------------------- | ----------- |
| 1983 | Manoel de Oliveira      | [ 5 ]       |
| 1985 |                         |             |
| 1988 |                         |             |
| 1991 |                         |             |
| 1993 |                         |             |
| 1996 |                         |             |
| 1998 |                         |             |
| 2002 | José Albuquerque Mendes | [ 1 ] [ 6 ] |
| 2007 | Fernando Pernes         | [ 7 ]       |
| 2012 | João Machado            | [ 1 ] [ 4 ] |
| 2017 | Jorge Pinheiro          | [ 3 ]       |

### Ciências
| Ano  | Nome                                     | Ref.        |
| ---- | ---------------------------------------- | ----------- |
| 1983 | Corino de Andrade                        | [ 5 ]       |
| 1985 |                                          |             |
| 1988 |                                          |             |
| 1991 |                                          |             |
| 1993 |                                          |             |
| 1996 |                                          |             |
| 1998 |                                          |             |
| 2002 | Manuel Sobrinho Simões                   | [ 1 ] [ 6 ] |
| 2007 | Maria de Sousa                           | [ 7 ]       |
| 2012 | Nuno Santos (astrofísico e investigador) | [ 1 ] [ 4 ] |
| 2017 | Fátima Carneiro (patologista)            | [ 3 ]       |

### Letras
| Ano  | Nome                     | Ref.        |
| ---- | ------------------------ | ----------- |
| 1983 | Eugénio de Andrade       | [ 2 ] [ 5 ] |
| 1985 | Óscar Lopes              | [ 2 ]       |
| 1988 | Agustina Bessa Luís      | [ 2 ]       |
| 1991 | Ilse Losa                | [ 2 ]       |
| 1993 | Mário Cláudio            | [ 2 ]       |
| 1996 | Manuel António Pina      | [ 2 ]       |
| 1998 | Egito Gonçalves          | [ 2 ]       |
| 2002 | António Rebordão Navarro | [ 2 ] [ 6 ] |
| 2007 | Hélder Pacheco           | [ 7 ]       |
| 2012 | Fernando Guimarães       | [ 1 ] [ 4 ] |
| 2017 | Arnaldo Saraiva          | [ 3 ]       |